# Ban Phialu Noy
Ban Phialu Noy – wieś położona w południowo-wschodnim Laosie, w prowincji Attapu, w dystrykcie Phouvong.